# 古屋専蔵
古屋 専蔵（專藏、ふるや せんぞう、1854年4月4日（安政元年3月7日）- 1924年（大正13年）7月25日）は、明治から大正期の豪農、実業家、政治家。衆議院議員。幼名・清太郎。

## 経歴
甲斐国八代郡土塚村（山梨県八代郡御代咲村、東八代郡御代咲村土塚、浅間村、一宮町を経て現笛吹市一宮町土塚）で、豪農・古屋総兵衛、かつ の長男として生まれる。古屋家は代々当主が専蔵と総兵衛を交互に襲名する決まりで、1874年（明治7年）に祖父の通称・専蔵を襲名した。幼くして学問に関心が高く一宮村の蜂谷（名不詳）から学び、次いで徽典館分校・石和教諭所で深町小七郎から指導を受けた。その後上京を願ったが果たせず独学を続けた。1883年（明治16年）4月に家督を相続した。
1875年（明治8年）土塚村副戸長、1876年（明治9年）御代咲村戸長となり1879年（明治12年）まで在任。同年、農業振興のため農民への貸付を行う弘農社の社長に就任。自由民権運動に加わり1880年（明治13年）峡中同進会の国会開設請願総代となり上京して、同年7月、田辺有栄と太政官に請願を行った。在京中に山梨県会議員の補欠に選出され、御代咲村会議員、東八代郡会議員、県臨時道路河川調査委員、県地方森林会議員なども務めた。1882年（明治15年）峡中改進党に加わり、3党合同の峡中立憲党の幹部に就任した。
1890年（明治23年）7月、第1回衆議院議員総選挙に山梨県第3区から無所属で出馬して当選し、衆議院議員に1期在任した。1892年（明治25年）2月の第2回総選挙（山梨県第3区）、1894年（明治27年）3月の第3回総選挙（山梨県第3区、国民協会）に立候補したがいずれも落選した。その後、立憲政友会山梨支部長に就任した。
社会の啓蒙のため新聞の発行に尽力し、佐野広乃『峡中新報』、大木藤作『要新聞』、中村初太郎『初音新聞』の発行を援助したが成果が乏しかったため、独力で『峡中自由新聞』を発刊したが事情により山名瀧哉に譲渡された。
実業界では、1887年（明治20年）夏に上京し初鹿野市右衛門らと大日本坑油を設立し新潟県中蒲原郡で事業を展開した。その他、東京実業銀行重役、秋田銀山重役、富士身延鉄道監査役、峡西電力取締役、早川電力重役などを務めた。